# Фу Юаньхуэй
Фу Юаньхуэй (кит. упр. 傅园慧, пиньинь Fù Yuánhuì, род. 7 января 1996) — китайская пловчиха, двукратная чемпионка мира 2015 года. Специализируется в плавании на спине.
Родилась в 1996 году в Ханчжоу. В 2012 году приняла участие в Олимпийских играх в Лондоне, но стала лишь 8-й на дистанции 100 м на спине. В 2013 году завоевала серебряную медаль чемпионата мира. В 2014 году стала чемпионкой Азиатских игр.